# Вибори до Європейського парламенту в Хорватії 2019
Вибори до Європейського парламенту в Хорватії 2019 (хорв. Izbori za Europski parlament 2019. u Hrvatskoj) — треті вибори до Європейського парламенту в Хорватії з моменту її вступу до Європейського Союзу та другі чергові європейські вибори в країні. Відбулися 26 травня 2019 р. по всій Хорватії, яка на виборах до Європарламенту являє собою єдиний загальнодержавний хорватський виборчий округ.
Це були перші вибори, що відбулися на національному рівні з часу парламентських виборів 2016 р., після яких правоцентристська ХДС сформувала коаліційний уряд, спочатку з правоцентристським Мостом незалежних списків, а пізніше — у червні 2017 року — з центристською ХНП-ЛД. Таким чином, вибори в Європарламент розглядалися як головне випробування для лівоцентристської СДП, яка на всіх попередніх загальнодержавних виборах з 2011 р. змагалася за голоси виборців у складі Народної коаліції, але цього разу вирішила виступити самостійно. Тим самим вибори виявилися важливим показником того, чи спроможна СДП залишатися найбільшою опозиційною партією з огляду на те, що місяцями падали її рейтинги. Основними претендентами на займане нею місце в політичній системі були антисистемна, євроскептична партія Жива стіна та новостворена лівоцентристська Амстердамська коаліція.
На попередніх таких виборах Хорватії було виділено 11 місць та встановлено додаткове місце після виходу Великої Британії з ЄС. Усі 12 депутатів обиралися по всій країні в рамках єдиного виборчого округу за пропорційною виборчою системою з використанням відкритих списків і методу д'Ондта.

## Підсумки

Партії з найбільшою кількістю голосів по жупаніях:
Соціал-демократична партія Хорватії (SDP)
Хорватська демократична співдружність (HDZ)
Хорватська народна партія — ліберал-демократи (HNS)
Амстердамська коаліція

Правляча ХДС набрала 22,72% голосів і завоювала 4 місця в Європарламенті. Основна опозиційна партія СДП також здобула 4 місця в парламенті, маючи 18,71% голосів населення. СДП дістане четверте місце після виходу Великої Британії з ЄС. Хорватська коаліція сувереністів, Незалежний список Мислава Колакушича, партія Жива стіна та Амстердамська коаліція вибороли по одному місцю кожна. Соціал-демократи виграли в усіх чотирьох найбільших хорватських містах Загребі, Спліті, Рієці та Осієку. Вважається, що помітне пожвавлення правих і праворадикальних партій, таких як коаліція хорватських сувереністів і коаліція «Незалежних за Хорватію» та Хорватської партії права, значною мірою спричинилося до надзвичайно бідного ужинку ХДС, зокрема через істотне скорочення підтримки цієї партії серед хорватської діаспори, яка відзначилася на цих виборах рекордною явкою. Ще однією несподіванкою на виборах стала велика кількість голосів, отриманих загребським юристом Миславом Колакушичем та його незалежним списком, — що не врахували жодні опитування громадської думки, а також невдалі спроби Мосту незалежних списків вибороти собі місце та незалежної євродепутатки Маріяни Петір зберегти за собою місце (яке вона займала з 2014 року).
Явка виборців становила 29,9%, що більше, ніж на виборах 2014 р., де цей показник був 25,2%. Прем'єр-міністр Пленкович визнав, що розраховував на більшу активність.
Голова СДП Давор Бернардич був задоволений результатами, які перевершили його очікування. Обрана депутаткою Європарламенту від СДП Романа Єркович займе своє місце після брекзиту. Ружа Томашич від хорватських сувереністів здобула найбільшу кількість голосів за преференційного голосування і зберегла своє місце в парламенті. Найбільшою несподіванкою виборів став незалежний список Колакушича, який набрав 7,89% голосів. Наступного дня після виборів Колакушич оголосив про свою передвиборну кампанію на виборах президента.
Голова партії «Жива стіна» Іван Вілібор Синчич, здобувши більшість преференційних голосів у своєму партійному списку, виборов місце у парламенті у першого номера їхнього виборчого списку Тихомира Луканича. Від Амстердамської коаліції зайняв місце в парламенті її головний кандидат Вальтер Флего.